# Druk desi
De Druk Desi was van de 16e tot 19e eeuw de (administratieve) wereldlijke leider van Bhutan. In de 16e eeuw verenigde de Shabdrung, Ngawang Namgyal, Bhutan tot één land. Hij legde de basis voor het systeem waarin de wereldlijke macht en de geestelijk macht in Bhutan gescheiden werden. De Druk Desi werd de wereldlijke leider en de Je Khenpo de geestelijke leider.
De wereldlijke macht van de Druk Desi was niet altijd even groot. In de praktijk lag de wereldlijke macht veelal bij de penlops, de gouverneurs van de districten. In 1907 eindigde het bestaan van een Druk Desi, toen in Bhutan het koningschap werd ingevoerd.